# Lihuelistata
Lihuelistata metamerica es una especie de araña araneomorfa de la familia Filistatidae. Es la única especie del género monotípico Lihuelistata.  

## Distribución
Es originaria de Argentina, donde se encuentra en las provincias de Chubut, de Río Negro, de Neuquén, de La Pampa y de Mendoza.